# Copa de la Liga Profesional 2023
La Copa de la Liga Profesional de Fútbol de AFA 2023, conocida como Copa de la Liga Profesional 2023, Copa de la Liga 2023 o simplemente Copa 2023, más tarde conocida también como «Copa Sur Finanzas 2023» por motivos de patrocinio, fue la cuarta edición de esta competición organizada por la Liga Profesional de Fútbol, órgano interno de la Asociación del Fútbol Argentino. Comenzó el 17 de agosto y finalizó el 16 de diciembre.
La disputaron los veintiocho equipos que participaron del Campeonato de Primera División 2023. El campeón fue el Club Atlético Rosario Central, que ganó la séptima copa nacional de su historia y obtuvo la clasificación a la Copa Libertadores 2024 y al Trofeo de Campeones 2023. Asimismo, al concluir la fase de zonas, se definieron los descensos a la Primera Nacional.

## Equipos participantes
| Equipo             | Ciudad                | Estadio                                         | Capacidad |
| ------------------ | --------------------- | ----------------------------------------------- | --------- |
| Argentinos Juniors | Buenos Aires          | Diego Armando Maradona                          | 26 000    |
| Arsenal            | Sarandí               | Julio Humberto Grondona                         | 16 300    |
| Atlético Tucumán   | San Miguel de Tucumán | Monumental José Fierro                          | 35 200    |
| Banfield           | Banfield              | Florencio Sola                                  | 34 900    |
| Barracas Central   | Buenos Aires          | Tomás Adolfo Ducó                               | 48 314    |
| Belgrano           | Córdoba               | Julio César Villagra                            | 33 000    |
| Boca Juniors       | Buenos Aires          | Alberto J. Armando                              | 54 000    |
| Central Córdoba    | Santiago del Estero   | Único Madre de Ciudades                         | 30 000    |
| Colón              | Santa Fe              | Brigadier General Estanislao López              | 40 000    |
| Defensa y Justicia | Gobernador Costa      | Norberto Tomaghello                             | 20 000    |
| Estudiantes        | La Plata              | Jorge Luis Hirschi                              | 32 530    |
| Gimnasia y Esgrima | La Plata              | Juan Carmelo Zerillo                            | 21 500    |
| Godoy Cruz         | Godoy Cruz            | Malvinas Argentinas                             | 42 500    |
| Huracán            | Buenos Aires          | Tomás Adolfo Ducó                               | 48 314    |
| Independiente      | Avellaneda            | Libertadores de América-Ricardo Enrique Bochini | 49 592    |
| Instituto          | Córdoba               | Juan Domingo Perón                              | 26 000    |
| Lanús              | Lanús Este            | Ciudad de Lanús-Néstor Díaz Pérez               | 47 027    |
| Newell's Old Boys  | Rosario               | Marcelo Bielsa                                  | 42 000    |
| Platense           | Florida               | Ciudad de Vicente López                         | 34 530    |
| Racing Club        | Avellaneda            | Presidente Perón                                | 51 000    |
| River Plate        | Buenos Aires          | Monumental                                      | 84 567    |
| Rosario Central    | Rosario               | Gigante de Arroyito                             | 41 465    |
| San Lorenzo        | Buenos Aires          | Pedro Bidegain                                  | 47 964    |
| Sarmiento          | Junín                 | Eva Perón                                       | 23 000    |
| Talleres           | Córdoba               | Mario Alberto Kempes                            | 57 000    |
| Tigre              | Victoria              | José Dellagiovanna                              | 26 282    |
| Unión              | Santa Fe              | 15 de Abril                                     | 30 000    |
| Vélez Sarsfield    | Buenos Aires          | José Amalfitani                                 | 49 540    |

### Distribución geográfica de los equipos
| Jurisdicción                             | Cant. | Equipos                                                                                                 |
| ---------------------------------------- | ----- | --- |
| Conurbano bonaerense                     | 8     | Arsenal, Banfield, Defensa y Justicia, Independiente, Lanús, Platense, Racing Club y Tigre              |
| Ciudad de Buenos Aires                   | 7     | Argentinos Juniors, Barracas Central, Boca Juniors, Huracán, River Plate, San Lorenzo y Vélez Sarsfield |
| Provincia de Santa Fe                    | 4     | Colón, Newell's Old Boys, Rosario Central y Unión                                                       |
| Provincia de Córdoba                     | 3     | Belgrano, Instituto y Talleres                                                                          |
| Ciudad de La Plata                       | 2     | Estudiantes y Gimnasia y Esgrima                                                                        |
| Interior de la provincia de Buenos Aires | 1     | Sarmiento (J)                                                                                           |
| Provincia de Mendoza                     | 1     | Godoy Cruz                                                                                              |
| Provincia de Santiago del Estero         | 1     | Central Córdoba                                                                                         |
| Provincia de Tucumán                     | 1     | Atlético Tucumán                                                                                        |

## Formato

### Primera fase
Llamada fase de zonas. Los equipos se dividieron en dos grupos de catorce integrantes cada uno, donde juegan una ronda por el sistema de todos contra todos, más una fecha especial de clásicos/interzonales. Los cuatro primeros de cada una clasificaron a la fase final.

### Fase final
Se desarrolló en tres rondas de eliminación directa, a partido único, que se jugaron en cancha neutral. En las dos primeras instancias, de haber habido empate se definió con tiros desde el punto penal, mientras que en la final se habría jugado un tiempo suplementario previo.

## Sorteo
Se llevó a cabo el 3 de noviembre de 2022 a las 13:00. Los equipos se agruparon, previa formación de parejas (algunas de ellas las que disputan los clásicos), colocando a cada uno de los componentes de las mismas en zonas distintas. Sus integrantes se enfrentaron en la séptima fecha de la fase de zonas.
| Emparejamientos    | Emparejamientos         |
| ------------------ | ----------------------- |
| Boca Juniors       | River Plate             |
| Independiente      | Racing Club             |
| Huracán            | San Lorenzo             |
| Newell's Old Boys  | Rosario Central         |
| Estudiantes (LP)   | Gimnasia y Esgrima (LP) |
| Colón              | Unión                   |
| Banfield           | Lanús                   |
| Belgrano           | Talleres (C)            |
| Argentinos Juniors | Platense                |
| Tigre              | Vélez Sarsfield         |
| Godoy Cruz         | Instituto               |
| Atlético Tucumán   | Central Córdoba (SdE)   |
| Arsenal            | Defensa y Justicia      |
| Barracas Central   | Sarmiento (J)           |

## Fase de zonas

### Zona A

#### Tabla de posiciones
| Pos. | Equipo                  | Pts. | PJ | PG | PE | PP | GF | GC | Dif. |
| ---- | ----------------------- | ---- | -- | -- | -- | -- | -- | -- | ---- |
| 1.º  | Huracán                 | 26   | 14 | 8  | 2  | 4  | 19 | 11 | 8    |
| 2.º  | River Plate             | 24   | 14 | 7  | 3  | 4  | 24 | 16 | 8    |
| 3.º  | Banfield                | 23   | 14 | 6  | 5  | 3  | 11 | 6  | 5    |
| 4.º  | Rosario Central         | 23   | 14 | 6  | 5  | 3  | 17 | 13 | 4    |
| 5.º  | Independiente           | 23   | 14 | 6  | 5  | 3  | 15 | 11 | 4    |
| 6.º  | Vélez Sarsfield         | 22   | 14 | 6  | 4  | 4  | 17 | 14 | 3    |
| 7.º  | Instituto               | 20   | 14 | 4  | 8  | 2  | 11 | 7  | 4    |
| 8.º  | Colón                   | 20   | 14 | 6  | 2  | 6  | 19 | 17 | 2    |
| 9.º  | Talleres (C)            | 17   | 14 | 4  | 5  | 5  | 15 | 15 | 0    |
| 10.º | Atlético Tucumán        | 17   | 14 | 4  | 5  | 5  | 9  | 12 | −3   |
| 11.º | Gimnasia y Esgrima (LP) | 15   | 14 | 4  | 3  | 7  | 13 | 21 | −8   |
| 12.º | Argentinos Juniors      | 14   | 14 | 3  | 5  | 6  | 19 | 23 | −4   |
| 13.º | Barracas Central        | 14   | 14 | 3  | 5  | 6  | 10 | 21 | −11  |
| 14.º | Arsenal                 | 13   | 14 | 3  | 4  | 7  | 10 | 15 | −5   |

|  | Clasificaron a los Cuartos de final. |

##### Evolución de las posiciones
| Equipo / Fecha          | 1    | 2    | 3    | 4    | 5    | 6    | 7    | 8    | 9    | 10   | 11   | 12   | 13   | 14   |
| ----------------------- | ---- | ---- | ---- | ---- | ---- | ---- | ---- | ---- | ---- | ---- | ---- | ---- | ---- | ---- |
| Argentinos Juniors      | 3.°  | 7.°  | 7.°  | 4.°  | 1.°  | 6.°  | 6.°  | 6.°  | 9.°  | 12.° | 12.° | 13.° | 12.° | 12.° |
| Arsenal                 | 10.° | 8.°  | 12.° | 12.° | 13.° | 14.° | 14.° | 14.° | 14.° | 13.° | 13.° | 12.° | 13.° | 14.° |
| Atlético Tucumán        | 7.°  | 11.° | 11.° | 9.°  | 10.° | 8.°  | 9.°  | 11.° | 11.° | 8.°  | 9.°  | 11.° | 9.°  | 10.° |
| Banfield                | 13.° | 5.°  | 3.°  | 8.°  | 9.°  | 10.° | 8.°  | 9.°  | 8.°  | 5.°  | 6.°  | 4.°  | 5.°  | 3.°  |
| Barracas Central        | 10.° | 13.° | 13.° | 13.° | 11.° | 12.° | 13.° | 12.° | 13.° | 14.° | 14.° | 14.° | 14.° | 13.° |
| Colón                   | 4.°  | 2.°  | 3.°  | 1.°  | 6.°  | 2.°  | 4.°  | 4.°  | 4.°  | 6.°  | 4.°  | 7.°  | 4.°  | 8.°  |
| Gimnasia y Esgrima (LP) | 14.° | 14.° | 14.° | 13.° | 14.° | 11.° | 12.° | 13.° | 12.° | 9.°  | 10.° | 9.°  | 10.° | 11.° |
| Huracán                 | 2.°  | 5.°  | 2.°  | 6.°  | 4.°  | 1.°  | 3.°  | 3.°  | 6.°  | 3.°  | 3.°  | 3.°  | 2.°  | 1.°  |
| Independiente           | 10.° | 9.°  | 6.°  | 2.°  | 2.°  | 3.°  | 1.°  | 2.°  | 1.°  | 2.°  | 2.°  | 2.°  | 3.°  | 5.°  |
| Instituto               | 4.°  | 3.°  | 8.°  | 10.° | 7.°  | 7.°  | 7.°  | 8.°  | 3.°  | 4.°  | 8.°  | 5.°  | 7.°  | 7.°  |
| River Plate             | 9.°  | 4.°  | 10.° | 5.°  | 3.°  | 4.°  | 2.°  | 1.°  | 2.°  | 1.°  | 1.°  | 1.°  | 1.°  | 2.°  |
| Rosario Central         | 7.°  | 12.° | 9.°  | 11.° | 12.° | 13.° | 11.° | 10.° | 10.° | 10.° | 7.°  | 8.°  | 6.°  | 4.°  |
| Talleres (C)            | 1.°  | 1.°  | 1.°  | 3.°  | 8.°  | 5.°  | 5.°  | 7.°  | 7.°  | 11.° | 11.° | 10.° | 11.° | 9.°  |
| Vélez Sarsfield         | 4.°  | 9.°  | 3.°  | 7.°  | 5.°  | 9.°  | 10.° | 5.°  | 5.°  | 7.°  | 5.°  | 6.°  | 8.°  | 6.°  |

### Zona B

#### Tabla de posiciones
| Pos. | Equipo                | Pts. | PJ | PG | PE | PP | GF | GC | Dif. |
| ---- | --------------------- | ---- | -- | -- | -- | -- | -- | -- | ---- |
| 1.º  | Racing Club           | 24   | 14 | 6  | 6  | 2  | 21 | 16 | 5    |
| 2.º  | Godoy Cruz            | 22   | 14 | 5  | 7  | 2  | 14 | 9  | 5    |
| 3.º  | Belgrano              | 21   | 14 | 5  | 6  | 3  | 20 | 18 | 2    |
| 4.º  | Platense              | 20   | 14 | 5  | 5  | 4  | 13 | 16 | −3   |
| 5.º  | Central Córdoba (SdE) | 19   | 14 | 5  | 4  | 5  | 11 | 14 | −3   |
| 6.º  | Newell's Old Boys     | 18   | 14 | 5  | 3  | 6  | 14 | 10 | 4    |
| 7.º  | Boca Juniors          | 18   | 14 | 5  | 3  | 6  | 17 | 16 | 1    |
| 8.º  | San Lorenzo           | 18   | 14 | 3  | 9  | 2  | 11 | 11 | 0    |
| 9.º  | Estudiantes (LP)      | 17   | 14 | 4  | 5  | 5  | 11 | 13 | −2   |
| 10.º | Sarmiento (J)         | 16   | 14 | 3  | 7  | 4  | 8  | 8  | 0    |
| 11.º | Unión                 | 16   | 14 | 3  | 7  | 4  | 10 | 13 | −3   |
| 12.º | Defensa y Justicia    | 14   | 14 | 3  | 5  | 6  | 12 | 16 | −4   |
| 13.º | Tigre                 | 13   | 14 | 3  | 4  | 7  | 8  | 13 | −5   |
| 14.º | Lanús                 | 12   | 14 | 2  | 6  | 6  | 9  | 14 | −5   |

|  | Clasificaron a los Cuartos de final. |

##### Evolución de las posiciones
| Equipo / Fecha        | 1    | 2    | 3    | 4    | 5    | 6    | 7    | 8    | 9    | 10   | 11   | 12   | 13   | 14   |
| --------------------- | ---- | ---- | ---- | ---- | ---- | ---- | ---- | ---- | ---- | ---- | ---- | ---- | ---- | ---- |
| Belgrano              | 4.°  | 4.°  | 5.°  | 5.°  | 2.°  | 2.°  | 2.°  | 1.°  | 1.°  | 1.°  | 1.°  | 3.°  | 2.°  | 3.°  |
| Boca Juniors          | 1.°  | 7.°  | 8.°  | 12.° | 9.°  | 9.°  | 11.° | 11.° | 10.° | 10.° | 10.° | 11.° | 9.°  | 7.°  |
| Central Córdoba (SdE) | 13.° | 14.° | 10.° | 9.°  | 10.° | 5.°  | 4.°  | 2.°  | 5.°  | 5.°  | 3.°  | 2.°  | 4.°  | 5.°  |
| Defensa y Justicia    | –    | 9.°  | 8.°  | 8.°  | 3.°  | 3.°  | 5.°  | 3.°  | 7.°  | 7.°  | 7.°  | 8.°  | 11.° | 12.° |
| Estudiantes (LP)      | 10.° | 12.° | 14.° | 14.° | 14.° | 12.° | 12.° | 12.° | 12.° | 12.° | 13.° | 10.° | 7.°  | 10.° |
| Godoy Cruz            | –    | 8.°  | 5.°  | 5.°  | 7.°  | 6.°  | 5.°  | 4.°  | 2.°  | 2.°  | 2.°  | 1.°  | 1.°  | 2.°  |
| Lanús                 | 11.° | 11.° | 12.° | 13.° | 13.° | 14.° | 14.° | 14.° | 14.° | 13.° | 12.° | 14.° | 14.° | 14.° |
| Newell's Old Boys     | 2.°  | 1.°  | 1.°  | 1.°  | 4.°  | 6.°  | 9.°  | 6.°  | 3.°  | 6.°  | 6.°  | 6.°  | 8.°  | 6.°  |
| Platense              | 12.° | 10.° | 13.° | 10.° | 12.° | 11.° | 10.° | 8.°  | 4.°  | 4.°  | 5.°  | 5.°  | 5.°  | 4.°  |
| Racing Club           | 6.°  | 5.°  | 3.°  | 2.°  | 1.°  | 1.°  | 1.°  | 5.°  | 6.°  | 3.°  | 4.°  | 4.°  | 3.°  | 1.°  |
| San Lorenzo           | 5.°  | 5.°  | 7.°  | 5.°  | 7.°  | 8.°  | 7.°  | 10.° | 11.° | 11.° | 11.° | 12.° | 10.° | 8.°  |
| Sarmiento (J)         | 2.°  | 1.°  | 1.°  | 3.°  | 5.°  | 4.°  | 3.°  | 9.°  | 9.°  | 9.°  | 8.°  | 7.°  | 6.°  | 9.°  |
| Tigre                 | 13.° | 13.° | 11.° | 11.° | 11.° | 13.° | 13.° | 13.  | 13.° | 14.° | 14.° | 13.° | 13.° | 13.° |
| Unión                 | 6.°  | 3.°  | 4.°  | 4.°  | 6.°  | 10.° | 8.°  | 7.°  | 8.°  | 8.°  | 9.°  | 9.°  | 12.° | 11.° |

1. 1 2  Tuvieron un partido pendiente entre la 1.ª y la 3.ª fecha.

### Resultados
| Fecha 1                 | Fecha 1   | Fecha 1               | Fecha 1                 | Fecha 1      | Fecha 1 |
| Zona A                  | Zona A    | Zona A                | Zona A                  | Zona A       | Zona A  |
| Local                   | Resultado | Visitante             | Estadio                 | Fecha        | Hora    |
| ----------------------- | --------- | --------------------- | ----------------------- | ------------ | ------- |
| Independiente           | 0 - 1     | Colón                 | Libertadores de América | 19 de agosto | 16:30   |
| Gimnasia y Esgrima (LP) | 0 - 3     | Talleres (C)          | Del Bosque              | 19 de agosto | 19:00   |
| Vélez Sarsfield         | 1 - 0     | Barracas Central      | José Amalfitani         | 19 de agosto | 21:00   |
| Arsenal                 | 0 - 1     | Instituto             | El Viaducto             | 20 de agosto | 14:00   |
| Rosario Central         | 0 - 0     | Atlético Tucumán      | Gigante de Arroyito     | 20 de agosto | 16:15   |
| Argentinos Juniors      | 3 - 2     | River Plate           | Diego Armando Maradona  | 20 de agosto | 21:00   |
| Huracán                 | 2 - 0     | Banfield              | Tomás Adolfo Ducó       | 21 de agosto | 18:00   |
| Zona B                  |           |                       |                         |              |         |
| Local                   | Resultado | Visitante             | Estadio                 | Fecha        | Hora    |
| Belgrano                | 2 - 1     | Estudiantes (LP)      | Gigante de Alberdi      | 17 de agosto | 19:30   |
| Defensa y Justicia      | 2 - 2     | Godoy Cruz            | Norberto Tomaghello     | 18 de agosto | 16:30   |
| Unión                   | 1 - 1     | Racing Club           | 15 de Abril             | 18 de agosto | 19:00   |
| Boca Juniors            | 3 - 1     | Platense              | La Bombonera            | 18 de agosto | 21:00   |
| Sarmiento (J)           | 2 - 0     | Tigre                 | Eva Perón               | 20 de agosto | 16:00   |
| Lanús                   | 0 - 1     | San Lorenzo           | Ciudad de Lanús         | 20 de agosto | 18:30   |
| Newell's Old Boys       | 2 - 0     | Central Córdoba (SdE) | Marcelo Bielsa          | 21 de agosto | 20:30   |

| Fecha 2           | Fecha 2   | Fecha 2                 | Fecha 2                    | Fecha 2      | Fecha 2 |
| Zona A            | Zona A    | Zona A                  | Zona A                     | Zona A       | Zona A  |
| Local             | Resultado | Visitante               | Estadio                    | Fecha        | Hora    |
| ----------------- | --------- | ----------------------- | -------------------------- | ------------ | ------- |
| Arsenal           | 3 - 2     | Argentinos Juniors      | El Viaducto                | 25 de agosto | 19:00   |
| Colón             | 2 - 0     | Gimnasia y Esgrima (LP) | Brigadier Estanislao López | 25 de agosto | 21:30   |
| Talleres (C)      | 2 - 1     | Huracán                 | Mario Alberto Kempes       | 26 de agosto | 19:00   |
| Independiente     | 2 - 1     | Vélez Sarsfield         | Libertadores de América    | 27 de agosto | 19:00   |
| River Plate       | 5 - 1     | Barracas Central        | Monumental                 | 27 de agosto | 21:10   |
| Banfield          | 3 - 0     | Rosario Central         | Florencio Sola             | 28 de agosto | 20:00   |
| Atlético Tucumán  | 0 - 0     | Instituto               | Monumental José Fierro     | 28 de agosto | 21:30   |
| Zona B            |           |                         |                            |              |         |
| Local             | Resultado | Visitante               | Estadio                    | Fecha        | Hora    |
| San Lorenzo       | 2 - 2     | Belgrano                | Nuevo Gasómetro            | 26 de agosto | 14:30   |
| Estudiantes (LP)  | 1 - 3     | Unión                   | Jorge Luis Hirschi         | 26 de agosto | 16:30   |
| Newell's Old Boys | 1 - 0     | Lanús                   | Marcelo Bielsa             | 26 de agosto | 19:00   |
| Tigre             | 1 - 2     | Racing Club             | Monumental de Victoria     | 26 de agosto | 21:30   |
| Godoy Cruz        | 1 - 0     | Central Córdoba (SdE)   | Malvinas Argentinas        | 27 de agosto | 14:30   |
| Platense          | 0 - 0     | Defensa y Justicia      | Ciudad de Vicente López    | 27 de agosto | 14:30   |
| Sarmiento (J)     | 1 - 0     | Boca Juniors            | Eva Perón                  | 27 de agosto | 17:00   |

| Fecha 3                 | Fecha 3   | Fecha 3           | Fecha 3                 | Fecha 3         | Fecha 3 |
| Zona A                  | Zona A    | Zona A            | Zona A                  | Zona A          | Zona A  |
| Local                   | Resultado | Visitante         | Estadio                 | Fecha           | Hora    |
| ----------------------- | --------- | ----------------- | ----------------------- | --------------- | ------- |
| Gimnasia y Esgrima (LP) | 1 - 2     | Independiente     | Del Bosque              | 2 de septiembre | 15:00   |
| Huracán                 | 2 - 1     | Colón             | Tomás Adolfo Ducó       | 2 de septiembre | 19:00   |
| Vélez Sarsfield         | 2 - 0     | River Plate       | José Amalfitani         | 2 de septiembre | 21:30   |
| Instituto               | 0 - 1     | Banfield          | Juan Domingo Perón      | 3 de septiembre | 14:00   |
| Rosario Central         | 2 - 0     | Talleres (C)      | Gigante de Arroyito     | 3 de septiembre | 16:15   |
| Argentinos Juniors      | 2 - 2     | Atlético Tucumán  | Diego Armando Maradona  | 3 de septiembre | 16:15   |
| Barracas Central        | 2 - 1     | Arsenal           | Tomás Adolfo Ducó       | 4 de septiembre | 18:00   |
| Zona B                  |           |                   |                         |                 |         |
| Local                   | Resultado | Visitante         | Estadio                 | Fecha           | Hora    |
| Central Córdoba (SdE)   | 3 - 2     | Platense          | Único Madre de Ciudades | 1 de septiembre | 21:00   |
| Lanús                   | 2 - 2     | Godoy Cruz        | Ciudad de Lanús         | 2 de septiembre | 16:30   |
| Belgrano                | 1 - 1     | Newell's Old Boys | Gigante de Alberdi      | 2 de septiembre | 19:00   |
| Defensa y Justicia      | 1 - 1     | Sarmiento (J)     | Norberto Tomaghello     | 3 de septiembre | 14:00   |
| Boca Juniors            | 0 - 1     | Tigre             | La Bombonera            | 3 de septiembre | 18:30   |
| Racing Club             | 2 - 1     | Estudiantes (LP)  | El Cilindro             | 3 de septiembre | 20:30   |
| Unión                   | 1 - 1     | San Lorenzo       | 15 de Abril             | 4 de septiembre | 20:00   |

| Fecha 4                 | Fecha 4   | Fecha 4               | Fecha 4                    | Fecha 4          | Fecha 4 |
| Zona A                  | Zona A    | Zona A                | Zona A                     | Zona A           | Zona A  |
| Local                   | Resultado | Visitante             | Estadio                    | Fecha            | Hora    |
| ----------------------- | --------- | --------------------- | -------------------------- | ---------------- | ------- |
| Gimnasia y Esgrima (LP) | 2 - 1     | Vélez Sarsfield       | Del Bosque                 | 13 de septiembre | 18:00   |
| Independiente           | 1 - 0     | Huracán               | Libertadores de América    | 14 de septiembre | 21:00   |
| Colón                   | 2 - 1     | Rosario Central       | Brigadier Estanislao López | 15 de septiembre | 21:00   |
| Banfield                | 0 - 1     | Argentinos Juniors    | Florencio Sola             | 15 de septiembre | 21:00   |
| Atlético Tucumán        | 1 - 0     | Barracas Central      | Monumental José Fierro     | 16 de septiembre | 19:00   |
| Talleres (C)            | 0 - 0     | Instituto             | Mario Alberto Kempes       | 16 de septiembre | 21:00   |
| River Plate             | 3 - 1     | Arsenal               | Monumental                 | 17 de septiembre | 19:30   |
| Zona B                  |           |                       |                            |                  |         |
| Local                   | Resultado | Visitante             | Estadio                    | Fecha            | Hora    |
| Sarmiento (J)           | 0 - 1     | Central Córdoba (SdE) | Eva Perón                  | 13 de septiembre | 20:00   |
| Platense                | 2 - 1     | Lanús                 | Ciudad de Vicente López    | 14 de septiembre | 19:00   |
| Tigre                   | 0 - 0     | Estudiantes (LP)      | Monumental de Victoria     | 15 de septiembre | 17:00   |
| Defensa y Justicia      | 1 - 0     | Boca Juniors          | Norberto Tomaghello        | 15 de septiembre | 18:45   |
| Newell's Old Boys       | 1 - 1     | Unión                 | Marcelo Bielsa             | 16 de septiembre | 15:00   |
| San Lorenzo             | 1 - 1     | Racing Club           | Nuevo Gasómetro            | 16 de septiembre | 17:00   |
| Godoy Cruz              | 0 - 0     | Belgrano              | Malvinas Argentinas        | 17 de septiembre | 17:00   |

| Fecha 5               | Fecha 5   | Fecha 5                 | Fecha 5                 | Fecha 5          | Fecha 5 |
| Zona A                | Zona A    | Zona A                  | Zona A                  | Zona A           | Zona A  |
| Local                 | Resultado | Visitante               | Estadio                 | Fecha            | Hora    |
| --------------------- | --------- | ----------------------- | ----------------------- | ---------------- | ------- |
| Huracán               | 2 - 0     | Gimnasia y Esgrima (LP) | Tomás Adolfo Ducó       | 19 de septiembre | 21:00   |
| Rosario Central       | 1 - 1     | Independiente           | Gigante de Arroyito     | 19 de septiembre | 21:00   |
| Barracas Central      | 1 - 0     | Banfield                | Tomás Adolfo Ducó       | 20 de septiembre | 16:00   |
| Vélez Sarsfield       | 2 - 1     | Arsenal                 | José Amalfitani         | 20 de septiembre | 18:30   |
| Instituto             | 3 - 1     | Colón                   | Juan Domingo Perón      | 20 de septiembre | 21:00   |
| Argentinos Juniors    | 3 - 1     | Talleres (C)            | Diego Armando Maradona  | 21 de septiembre | 19:15   |
| River Plate           | 1 - 0     | Atlético Tucumán        | Monumental              | 21 de septiembre | 21:00   |
| Zona B                |           |                         |                         |                  |         |
| Local                 | Resultado | Visitante               | Estadio                 | Fecha            | Hora    |
| Lanús                 | 0 - 0     | Sarmiento (J)           | Ciudad de Lanús         | 18 de septiembre | 20:00   |
| Central Córdoba (SdE) | 0 - 3     | Boca Juniors            | Único Madre de Ciudades | 19 de septiembre | 18:45   |
| Defensa y Justicia    | 2 - 0     | Tigre                   | Norberto Tomaghello     | 20 de septiembre | 16:00   |
| Estudiantes (LP)      | 0 - 0     | San Lorenzo             | Jorge Luis Hirschi      | 20 de septiembre | 18:30   |
| Racing Club           | 2 - 1     | Newell's Old Boys       | El Cilindro             | 20 de septiembre | 21:00   |
| Belgrano              | 3 - 0     | Platense                | Gigante de Alberdi      | 21 de septiembre | 17:00   |
| Unión                 | 0 - 0     | Godoy Cruz              | 15 de Abril             | 21 de septiembre | 18:30   |

| Fecha 6                 | Fecha 6   | Fecha 6            | Fecha 6                    | Fecha 6          | Fecha 6 |
| Zona A                  | Zona A    | Zona A             | Zona A                     | Zona A           | Zona A  |
| Local                   | Resultado | Visitante          | Estadio                    | Fecha            | Hora    |
| ----------------------- | --------- | ------------------ | -------------------------- | ---------------- | ------- |
| Gimnasia y Esgrima (LP) | 2 - 1     | Rosario Central    | Del Bosque                 | 23 de septiembre | 16:00   |
| Huracán                 | 3 - 0     | Vélez Sarsfield    | Tomás Adolfo Ducó          | 23 de septiembre | 21:00   |
| Independiente           | 0 - 0     | Instituto          | Libertadores de América    | 24 de septiembre | 15:00   |
| Banfield                | 1 - 1     | River Plate        | Florencio Sola             | 24 de septiembre | 21:00   |
| Colón                   | 3 - 1     | Argentinos Juniors | Brigadier Estanislao López | 25 de septiembre | 18:30   |
| Talleres (C)            | 4 - 0     | Barracas Central   | Mario Alberto Kempes       | 25 de septiembre | 21:00   |
| Atlético Tucumán        | 1 - 0     | Arsenal            | Monumental José Fierro     | 25 de septiembre | 21:00   |
| Zona B                  |           |                    |                            |                  |         |
| Local                   | Resultado | Visitante          | Estadio                    | Fecha            | Hora    |
| Boca Juniors            | 1 - 1     | Lanús              | La Bombonera               | 23 de septiembre | 18:30   |
| Central Córdoba (SdE)   | 2 - 1     | Defensa y Justicia | Único Madre de Ciudades    | 23 de septiembre | 21:00   |
| Newell's Old Boys       | 0 - 1     | Estudiantes (LP)   | Marcelo Bielsa             | 24 de septiembre | 17:45   |
| Tigre                   | 0 - 0     | San Lorenzo        | Monumental de Victoria     | 24 de septiembre | 19:00   |
| Sarmiento (J)           | 0 - 0     | Belgrano           | Eva Perón                  | 25 de septiembre | 16:00   |
| Platense                | 1 - 0     | Unión              | Ciudad de Vicente López    | 25 de septiembre | 16:00   |
| Godoy Cruz              | 1 - 1     | Racing Club        | Malvinas Argentinas        | 25 de septiembre | 18:30   |

| Fecha 7          | Fecha 7      | Fecha 7                 | Fecha 7                    | Fecha 7          | Fecha 7      |
| Interzonales     | Interzonales | Interzonales            | Interzonales               | Interzonales     | Interzonales |
| Local            | Resultado    | Visitante               | Estadio                    | Fecha            | Hora         |
| ---------------- | ------------ | ----------------------- | -------------------------- | ---------------- | ------------ |
| Tigre            | 0 - 0        | Vélez Sarsfield         | Monumental de Victoria     | 29 de septiembre | 20:00        |
| Arsenal          | 1 - 0        | Defensa y Justicia      | El Viaducto                | 30 de septiembre | 11:00        |
| San Lorenzo      | 1 - 1        | Huracán                 | Nuevo Gasómetro            | 30 de septiembre | 16:00        |
| Rosario Central  | 1 - 0        | Newell's Old Boys       | Gigante de Arroyito        | 30 de septiembre | 16:30        |
| Racing Club      | 0 - 2        | Independiente           | El Cilindro                | 30 de septiembre | 19:00        |
| Banfield         | 1 - 0        | Lanús                   | Florencio Sola             | 30 de septiembre | 21:30        |
| Boca Juniors     | 0 - 2        | River Plate             | La Bombonera               | 1 de octubre     | 14:00        |
| Colón            | 0 - 0        | Unión                   | Brigadier Estanislao López | 1 de octubre     | 16:30        |
| Estudiantes (LP) | 0 - 0        | Gimnasia y Esgrima (LP) | Jorge Luis Hirschi         | 1 de octubre     | 17:00        |
| Talleres (C)     | 0 - 0        | Belgrano                | Mario Alberto Kempes       | 1 de octubre     | 18:45        |
| Barracas Central | 1 - 1        | Sarmiento (J)           | Tomás Adolfo Ducó          | 2 de octubre     | 18:30        |
| Godoy Cruz       | 1 - 1        | Instituto               | Malvinas Argentinas        | 2 de octubre     | 18:30        |
| Platense         | 0 - 0        | Argentinos Juniors      | Ciudad de Vicente López    | 2 de octubre     | 21:00        |
| Atlético Tucumán | 0 - 0        | Central Córdoba (SdE)   | Monumental José Fierro     | 2 de octubre     | 21:00        |

| Fecha 8               | Fecha 8   | Fecha 8                 | Fecha 8                 | Fecha 8       | Fecha 8 |
| Zona A                | Zona A    | Zona A                  | Zona A                  | Zona A        | Zona A  |
| Local                 | Resultado | Visitante               | Estadio                 | Fecha         | Hora    |
| --------------------- | --------- | ----------------------- | ----------------------- | ------------- | ------- |
| Rosario Central       | 1 - 0     | Huracán                 | Gigante de Arroyito     | 6 de octubre  | 20:30   |
| Argentinos Juniors    | 0 - 0     | Independiente           | Diego Armando Maradona  | 7 de octubre  | 21:30   |
| Instituto             | 1 - 1     | Gimnasia y Esgrima (LP) | Juan Domingo Perón      | 8 de octubre  | 14:30   |
| River Plate           | 1 - 0     | Talleres (C)            | Monumental              | 8 de octubre  | 16:45   |
| Barracas Central      | 2 - 1     | Colón                   | Tomás Adolfo Ducó       | 9 de octubre  | 18:00   |
| Arsenal               | 0 - 0     | Banfield                | El Viaducto             | 9 de octubre  | 18:00   |
| Vélez Sarsfield       | 3 - 1     | Atlético Tucumán        | José Amalfitani         | 9 de octubre  | 20:30   |
| Zona B                |           |                         |                         |               |         |
| Local                 | Resultado | Visitante               | Estadio                 | Fecha         | Hora    |
| San Lorenzo           | 0 - 3     | Newell's Old Boys       | Nuevo Gasómetro         | 7 de octubre  | 16:30   |
| Estudiantes (LP)      | 0 - 1     | Godoy Cruz              | Jorge Luis Hirschi      | 7 de octubre  | 19:00   |
| Lanús                 | 0 - 2     | Defensa y Justicia      | Ciudad de Lanús         | 7 de octubre  | 19:00   |
| Central Córdoba (SdE) | 1 - 0     | Tigre                   | Único Madre de Ciudades | 7 de octubre  | 21:30   |
| Unión                 | 1 - 0     | Sarmiento (J)           | 15 de Abril             | 8 de octubre  | 14:30   |
| Racing Club           | 1 - 2     | Platense                | El Cilindro             | 8 de octubre  | 18:45   |
| Belgrano              | 4 - 3     | Boca Juniors            | Gigante de Alberdi      | 10 de octubre | 20:00   |

| Fecha 9                 | Fecha 9   | Fecha 9            | Fecha 9                    | Fecha 9       | Fecha 9 |
| Zona A                  | Zona A    | Zona A             | Zona A                     | Zona A        | Zona A  |
| Local                   | Resultado | Visitante          | Estadio                    | Fecha         | Hora    |
| ----------------------- | --------- | ------------------ | -------------------------- | ------------- | ------- |
| Banfield                | 0 - 0     | Atlético Tucumán   | Florencio Sola             | 16 de octubre | 16:00   |
| Independiente           | 3 - 0     | Barracas Central   | Libertadores de América    | 18 de octubre | 21:00   |
| Gimnasia y Esgrima (LP) | 3 - 2     | Argentinos Juniors | Del Bosque                 | 19 de octubre | 16:00   |
| Colón                   | 2 - 2     | River Plate        | Brigadier Estanislao López | 19 de octubre | 18:30   |
| Rosario Central         | 1 - 1     | Vélez Sarsfield    | Gigante de Arroyito        | 19 de octubre | 20:45   |
| Talleres (C)            | 1 - 1     | Arsenal            | Mario Alberto Kempes       | 20 de octubre | 19:00   |
| Huracán                 | 1 - 3     | Instituto          | Tomás Adolfo Ducó          | 20 de octubre | 19:00   |
| Zona B                  |           |                    |                            |               |         |
| Local                   | Resultado | Visitante          | Estadio                    | Fecha         | Hora    |
| Central Córdoba (SdE)   | 0 - 0     | Lanús              | Único Madre de Ciudades    | 16 de octubre | 18:00   |
| Defensa y Justicia      | 0 - 2     | Belgrano           | Norberto Tomaghello        | 16 de octubre | 20:00   |
| Platense                | 2 - 1     | Estudiantes (LP)   | Ciudad de Vicente López    | 18 de octubre | 19:00   |
| Godoy Cruz              | 1 - 0     | San Lorenzo        | Malvinas Argentinas        | 19 de octubre | 17:00   |
| Sarmiento (J)           | 1 - 1     | Racing Club        | Eva Perón                  | 19 de octubre | 21:00   |
| Tigre                   | 0 - 2     | Newell's Old Boys  | Monumental de Victoria     | 20 de octubre | 16:45   |
| Boca Juniors            | 2 - 1     | Unión              | La Bombonera               | 20 de octubre | 21:30   |

| Fecha 10           | Fecha 10  | Fecha 10                | Fecha 10               | Fecha 10      | Fecha 10 |
| Zona A             | Zona A    | Zona A                  | Zona A                 | Zona A        | Zona A   |
| Local              | Resultado | Visitante               | Estadio                | Fecha         | Hora     |
| ------------------ | --------- | ----------------------- | ---------------------- | ------------- | -------- |
| Vélez Sarsfield    | 0 - 1     | Banfield                | José Amalfitani        | 23 de octubre | 21:00    |
| Barracas Central   | 1 - 2     | Gimnasia y Esgrima (LP) | Tomás Adolfo Ducó      | 24 de octubre | 16:00    |
| Argentinos Juniors | 1 - 2     | Huracán                 | Diego Armando Maradona | 24 de octubre | 21:30    |
| Instituto          | 0 - 0     | Rosario Central         | Juan Domingo Perón     | 24 de octubre | 21:30    |
| Arsenal            | 1 - 0     | Colón                   | El Viaducto            | 25 de octubre | 16:00    |
| Atlético Tucumán   | 1 - 0     | Talleres (C)            | Monumental José Fierro | 25 de octubre | 18:30    |
| River Plate        | 3 - 0     | Independiente           | Monumental             | 25 de octubre | 21:00    |
| Zona B             |           |                         |                        |               |          |
| Local              | Resultado | Visitante               | Estadio                | Fecha         | Hora     |
| Estudiantes (LP)   | 2 - 1     | Sarmiento (J)           | Jorge Luis Hirschi     | 23 de octubre | 19:00    |
| Unión              | 0 - 0     | Defensa y Justicia      | 15 de Abril            | 24 de octubre | 17:00    |
| Racing Club        | 2 - 1     | Boca Juniors            | El Cilindro            | 24 de octubre | 19:00    |
| Belgrano           | 1 - 1     | Central Córdoba (SdE)   | Gigante de Alberdi     | 25 de octubre | 18:30    |
| San Lorenzo        | 1 - 1     | Platense                | Nuevo Gasómetro        | 26 de octubre | 18:30    |
| Lanús              | 2 - 1     | Tigre                   | Ciudad de Lanús        | 26 de octubre | 21:00    |
| Newell's Old Boys  | 0 - 2     | Godoy Cruz              | Marcelo Bielsa         | 26 de octubre | 21:00    |

| Fecha 11                | Fecha 11  | Fecha 11           | Fecha 11                   | Fecha 11       | Fecha 11 |
| Zona A                  | Zona A    | Zona A             | Zona A                     | Zona A         | Zona A   |
| Local                   | Resultado | Visitante          | Estadio                    | Fecha          | Hora     |
| ----------------------- | --------- | ------------------ | -------------------------- | -------------- | -------- |
| Instituto               | 0 - 1     | Vélez Sarsfield    | Juan Domingo Perón         | 28 de octubre  | 21:30    |
| Colón                   | 1 - 0     | Atlético Tucumán   | Brigadier Estanislao López | 29 de octubre  | 14:00    |
| Rosario Central         | 3 - 1     | Argentinos Juniors | Gigante de Arroyito        | 29 de octubre  | 16:30    |
| Gimnasia y Esgrima (LP) | 1 - 2     | River Plate        | Del Bosque                 | 29 de octubre  | 17:30    |
| Independiente           | 0 - 0     | Arsenal            | Libertadores de América    | 29 de octubre  | 21:00    |
| Talleres (C)            | 0 - 0     | Banfield           | Mario Alberto Kempes       | 30 de octubre  | 16:00    |
| Huracán                 | 0 - 0     | Barracas Central   | Tomás Adolfo Ducó          | 30 de octubre  | 21:00    |
| Zona B                  |           |                    |                            |                |          |
| Local                   | Resultado | Visitante          | Estadio                    | Fecha          | Hora     |
| Boca Juniors            | 0 - 0     | Estudiantes (LP)   | La Bombonera               | 28 de octubre  | 19:00    |
| Lanús                   | 2 - 0     | Belgrano           | Ciudad de Lanús            | 30 de octubre  | 18:30    |
| Sarmiento (J)           | 0 - 0     | San Lorenzo        | Eva Perón                  | 30 de octubre  | 19:00    |
| Platense                | 0 - 0     | Newell's Old Boys  | Ciudad de Vicente López    | 30 de octubre  | 21:15    |
| Tigre                   | 1 - 0     | Godoy Cruz         | Monumental de Victoria     | 31 de octubre  | 19:00    |
| Central Córdoba (SdE)   | 2 - 0     | Unión              | Único Madre de Ciudades    | 31 de octubre  | 21:00    |
| Defensa y Justicia      | 2 - 2     | Racing Club        | Norberto Tomaghello        | 1 de noviembre | 20:00    |

| Fecha 12           | Fecha 12  | Fecha 12                | Fecha 12               | Fecha 12       | Fecha 12 |
| Zona A             | Zona A    | Zona A                  | Zona A                 | Zona A         | Zona A   |
| Local              | Resultado | Visitante               | Estadio                | Fecha          | Hora     |
| ------------------ | --------- | ----------------------- | ---------------------- | -------------- | -------- |
| Arsenal            | 0 - 0     | Gimnasia y Esgrima (LP) | El Viaducto            | 3 de noviembre | 19:00    |
| River Plate        | 1 - 2     | Huracán                 | Monumental             | 3 de noviembre | 21:00    |
| Argentinos Juniors | 1 - 2     | Instituto               | Diego Armando Maradona | 4 de noviembre | 15:00    |
| Atlético Tucumán   | 1 - 2     | Independiente           | Monumental José Fierro | 4 de noviembre | 21:00    |
| Vélez Sarsfield    | 1 - 1     | Talleres (C)            | José Amalfitani        | 5 de noviembre | 16:00    |
| Barracas Central   | 1 - 1     | Rosario Central         | Tomás Adolfo Ducó      | 6 de noviembre | 18:30    |
| Banfield           | 2 - 1     | Colón                   | Florencio Sola         | 6 de noviembre | 21:00    |
| Zona B             |           |                         |                        |                |          |
| Local              | Resultado | Visitante               | Estadio                | Fecha          | Hora     |
| Unión              | 0 - 0     | Lanús                   | 15 de Abril            | 5 de noviembre | 16:30    |
| Racing Club        | 1 - 1     | Central Córdoba (SdE)   | El Cilindro            | 5 de noviembre | 18:30    |
| Estudiantes (LP)   | 2 - 1     | Defensa y Justicia      | Jorge Luis Hirschi     | 5 de noviembre | 20:30    |
| Newell's Old Boys  | 0 - 1     | Sarmiento (J)           | Marcelo Bielsa         | 5 de noviembre | 21:00    |
| Godoy Cruz         | 2 - 0     | Platense                | Malvinas Argentinas    | 6 de noviembre | 18:30    |
| Belgrano           | 0 - 3     | Tigre                   | Gigante de Alberdi     | 6 de noviembre | 21:00    |
| San Lorenzo        | 1 - 1     | Boca Juniors            | Nuevo Gasómetro        | 8 de noviembre | 19:00    |

| Fecha 13                | Fecha 13  | Fecha 13          | Fecha 13                   | Fecha 13        | Fecha 13 |
| Zona A                  | Zona A    | Zona A            | Zona A                     | Zona A          | Zona A   |
| Local                   | Resultado | Visitante         | Estadio                    | Fecha           | Hora     |
| ----------------------- | --------- | ----------------- | -------------------------- | --------------- | -------- |
| Gimnasia y Esgrima (LP) | 1 - 2     | Atlético Tucumán  | Del Bosque                 | 10 de noviembre | 21:00    |
| Argentinos Juniors      | 1 - 1     | Vélez Sarsfield   | Diego Armando Maradona     | 11 de noviembre | 16:00    |
| Rosario Central         | 3 - 1     | River Plate       | Gigante de Arroyito        | 11 de noviembre | 18:30    |
| Huracán                 | 1 - 0     | Arsenal           | Tomás Adolfo Ducó          | 11 de noviembre | 21:00    |
| Colón                   | 3 - 0     | Talleres (C)      | Brigadier Estanislao López | 12 de noviembre | 14:30    |
| Independiente           | 0 - 0     | Banfield          | Libertadores de América    | 12 de noviembre | 19:00    |
| Instituto               | 0 - 0     | Barracas Central  | Juan Domingo Perón         | 13 de noviembre | 21:00    |
| Zona B                  |           |                   |                            |                 |          |
| Local                   | Resultado | Visitante         | Estadio                    | Fecha           | Hora     |
| Central Córdoba (SdE)   | 0 - 1     | Estudiantes (LP)  | Único Madre de Ciudades    | 10 de noviembre | 19:00    |
| Lanús                   | 0 - 2     | Racing Club       | Ciudad de Lanús            | 11 de noviembre | 20:00    |
| Defensa y Justicia      | 0 - 1     | San Lorenzo       | Norberto Tomaghello        | 12 de noviembre | 14:30    |
| Boca Juniors            | 1 - 0     | Newell's Old Boys | La Bombonera               | 12 de noviembre | 16:45    |
| Tigre                   | 1 - 1     | Platense          | Monumental de Victoria     | 12 de noviembre | 16:45    |
| Belgrano                | 4 - 1     | Unión             | Gigante de Alberdi         | 12 de noviembre | 19:00    |
| Sarmiento (J)           | 0 - 0     | Godoy Cruz        | Eva Perón                  | 13 de noviembre | 19:00    |

| Fecha 14          | Fecha 14  | Fecha 14                | Fecha 14                | Fecha 14        | Fecha 14 |
| Zona A            | Zona A    | Zona A                  | Zona A                  | Zona A          | Zona A   |
| Local             | Resultado | Visitante               | Estadio                 | Fecha           | Hora     |
| ----------------- | --------- | ----------------------- | ----------------------- | --------------- | -------- |
| Banfield          | 2 - 0     | Gimnasia y Esgrima (LP) | Florencio Sola          | 25 de noviembre | 18:00    |
| Vélez Sarsfield   | 3 - 1     | Colón                   | José Amalfitani         | 25 de noviembre | 18:00    |
| River Plate       | 0 - 0     | Instituto               | Libertadores de América | 26 de noviembre | 18:00    |
| Atlético Tucumán  | 0 - 2     | Huracán                 | Monumental José Fierro  | 26 de noviembre | 18:00    |
| Arsenal           | 1 - 2     | Rosario Central         | El Viaducto             | 26 de noviembre | 18:00    |
| Talleres (C)      | 3 - 2     | Independiente           | Mario Alberto Kempes    | 26 de noviembre | 18:00    |
| Barracas Central  | 1 - 1     | Argentinos Juniors      | Tomás Adolfo Ducó       | 28 de noviembre | 19:00    |
| Zona B            |           |                         |                         |                 |          |
| Local             | Resultado | Visitante               | Estadio                 | Fecha           | Hora     |
| Unión             | 1 - 0     | Tigre                   | 15 de Abril             | 25 de noviembre | 18:00    |
| Platense          | 1 - 0     | Sarmiento (J)           | Ciudad de Vicente López | 25 de noviembre | 18:00    |
| Godoy Cruz        | 1 - 2     | Boca Juniors            | Malvinas Argentinas     | 26 de noviembre | 21:30    |
| San Lorenzo       | 2 - 0     | Central Córdoba (SdE)   | Nuevo Gasómetro         | 27 de noviembre | 19:00    |
| Estudiantes (LP)  | 1 - 1     | Lanús                   | Jorge Luis Hirschi      | 27 de noviembre | 19:00    |
| Racing Club       | 4 - 1     | Belgrano                | El Cilindro             | 27 de noviembre | 21:30    |
| Newell's Old Boys | 3 - 0     | Defensa y Justicia      | Marcelo Bielsa          | 27 de noviembre | 21:30    |

| 1. |

## Fase final

### Cuadro de desarrollo
|  | Cuartos de final   | Cuartos de final   | Cuartos de final   |                 |                 | Semifinales     | Semifinales    | Semifinales    |  |          | Final           | Final           | Final           |  |
|  | 2 y 3 de diciembre | 2 y 3 de diciembre | 2 y 3 de diciembre |                 |                 | 9 de diciembre  | 9 de diciembre | 9 de diciembre |  |          | 16 de diciembre | 16 de diciembre | 16 de diciembre |  |
|  |                    |                    |                    |                 |                 |                 |                |                |  |          |                 |                 |                 |  |
|  |                    |                    |                    |                 |                 |                 |                |                |  |          |                 |                 |                 |  |
|  | 1.º A              | Huracán            | 1 (2)              |                 |                 |                 |                |                |  |          |                 |                 |                 |  |
|  | 1.º A              | Huracán            | 1 (2)              |                 |                 |                 |                |                |  |          |                 |                 |                 |  |
|  | 4.º B              | Platense           | 1 (4)              |                 |                 |                 |                |                |  |          |                 |                 |                 |  |
|  | 4.º B              | Platense           | 1 (4)              |                 | Platense        | Platense        | 1 (6)          |                |  |          |                 |                 |                 |  |
|  |                    |                    |                    |                 | Platense        | Platense        | 1 (6)          |                |  |          |                 |                 |                 |  |
|  |                    |                    | Godoy Cruz         | Godoy Cruz      | 1 (5)           |                 |                |                |  |          |                 |                 |                 |  |
|  | 2.º B              | Godoy Cruz         | Godoy Cruz         | Godoy Cruz      | 1 (5)           | 0 (5)           |                |                |  |          |                 |                 |                 |  |
|  | 2.º B              | Godoy Cruz         |                    |                 |                 |                 |                |                |  |          |                 |                 |                 |  |
|  | 3.º A              | Banfield           | 0 (3)              |                 |                 |                 |                |                |  |          |                 |                 |                 |  |
|  | 3.º A              | Banfield           | 0 (3)              |                 |                 |                 |                |                |  | Platense | Platense        | 0               |                 |  |
|  |                    |                    |                    |                 |                 |                 |                |                |  | Platense | Platense        | 0               |                 |  |
|  |                    |                    | Rosario Central    | Rosario Central | 1               |                 |                |                |  |          |                 |                 |                 |  |
|  | 1.º B              | Racing Club        | Rosario Central    | Rosario Central | 1               | 2 (6)           |                |                |  |          |                 |                 |                 |  |
|  | 1.º B              | Racing Club        |                    |                 |                 |                 |                |                |  |          |                 |                 |                 |  |
|  | 4.º A              | Rosario Central    | 2 (7)              |                 |                 |                 |                |                |  |          |                 |                 |                 |  |
|  | 4.º A              | Rosario Central    | 2 (7)              |                 | Rosario Central | Rosario Central | 0 (2)          |                |  |          |                 |                 |                 |  |
|  |                    |                    |                    |                 | Rosario Central | Rosario Central | 0 (2)          |                |  |          |                 |                 |                 |  |
|  |                    |                    | River Plate        | River Plate     | 0 (0)           |                 |                |                |  |          |                 |                 |                 |  |
|  | 2.º A              | River Plate        | River Plate        | River Plate     | 0 (0)           | 2               |                |                |  |          |                 |                 |                 |  |
|  | 2.º A              | River Plate        |                    |                 |                 |                 |                |                |  |          |                 |                 |                 |  |
|  | 3.º B              | Belgrano           | 1                  |                 |                 |                 |                |                |  |          |                 |                 |                 |  |
|  | 3.º B              | Belgrano           | 1                  |                 |                 |                 |                |                |  |          |                 |                 |                 |  |
|  |                    |                    |                    |                 |                 |                 |                |                |  |          |                 |                 |                 |  |

### Sedes
En esta etapa, los partidos se desarrollaron en sedes neutrales. Los siguientes estadios fueron los utilizados.
|                                                 |                                          |                                                     |
|                                                 |                                          |                                                     |
| La Pedrera Ciudad: Villa Mercedes               | Mario Alberto Kempes Ciudad: Córdoba     | Padre Ernesto Martearena Ciudad: Salta              |
|                                                 |                                          |                                                     |
| San Juan del Bicentenario Ciudad: Gran San Juan | Único de San Nicolás Ciudad: San Nicolás | Único Madre de Ciudades Ciudad: Santiago del Estero |

### Cuartos de final
| 2 de diciembre, 18:30 | Huracán                             | 1:1 (1:0) (2:4 p.)         | Platense                               | Estadio San Juan del Bicentenario, Gran San Juan |                                               |
|                       | Mazzantti 41'                       | Reporte                    | Ferreyra 87'                           | Árbitro(s): Pablo Echavarría VAR: Ariel Penel    | Árbitro(s): Pablo Echavarría VAR: Ariel Penel |
|                       |                                     | Tiros desde el punto penal |                                        |                                                  |                                               |
|                       | Cóccaro · Tobio · Alfonso · Torrent |                            | Pellegrino · Suso · Servetto · F. Díaz |                                                  |                                               |

| 2 de diciembre, 21:30 | Godoy Cruz                                                     | 0:0 (5:3 p.)               | Banfield                         | Estadio La Pedrera, Villa Mercedes                |                                                   |
|                       |                                                                | Reporte                    |                                  | Árbitro(s): Hernán Mastrángelo VAR: Lucas Novelli | Árbitro(s): Hernán Mastrángelo VAR: Lucas Novelli |
|                       |                                                                | Tiros desde el punto penal |                                  |                                                   |                                                   |
|                       | D. Rodríguez · Conechny · S. Rodríguez · Allende · López Muñoz |                            | Bisanz · Insúa · Remedi · Quirós |                                                   |                                                   |

| 3 de diciembre, 18:30 | River Plate                | 2:1 (0:0) | Belgrano      | Estadio Mario Alberto Kempes, Córdoba         |                                               |
|                       | Rondón 61' · Colidio 90+3' | Reporte   | Passerini 80' | Árbitro(s): Facundo Tello VAR: Héctor Paletta | Árbitro(s): Facundo Tello VAR: Héctor Paletta |

| 3 de diciembre, 21:30 | Racing Club                                                                   | 2:2 (0:1) (6:7 p.)         | Rosario Central                                                       | Estadio Padre Ernesto Martearena, Salta            |                                                    |
|                       | R. Martínez 80' · Quintero 90+7' (pen.)                                       | Reporte                    | Campaz 45+6' (pen.) · Sández 60'                                      | Árbitro(s): Fernando Rapallini VAR: Germán Delfino | Árbitro(s): Fernando Rapallini VAR: Germán Delfino |
|                       |                                                                               | Tiros desde el punto penal |                                                                       |                                                    |                                                    |
|                       | Quintero · R. Martínez · Moreno · Hauche · Vecchio · Almendra · Mura · Sigali |                            | Lovera · Campaz · Mallo · Sández · Quintana · Ortíz · Bianchi · Komar |                                                    |                                                    |

### Semifinales
| 9 de diciembre, 18:00 | Platense                                                                                          | 1:1 (1:1) (6:5 p.)         | Godoy Cruz | Estadio Único de San Nicolás, San Nicolás de los Arroyos |                                                        |
|                       | Martínez 17'                                                                                      | Reporte                    | S. Rodríguez 28'                                                                                                 | Árbitro(s): Leandro Rey Hilfer VAR: Fernando Echenique   | Árbitro(s): Leandro Rey Hilfer VAR: Fernando Echenique |
|                       |                                                                                                   | Tiros desde el punto penal | |                                                          |                                                        |
|                       | Pellegrino · Suso · Picco · F. Díaz · Ferreyra · Cacciabue · Morgantini · Rius · Vázquez · Lozano |                            | D. Rodríguez · Conechny · Allende · Larrosa · López Muñoz · R. Fernández · Arce · Galdames · Barrios · Rasmussen |                                                          |                                                        |

| 9 de diciembre, 22:00 | Rosario Central            | 0:0 (2:0 p.)               | River Plate                                  | Estadio Mario Alberto Kempes, Córdoba               |                                                     |
|                       |                            | Reporte                    |                                              | Árbitro(s): Yael Falcón Pérez VAR: Nicolás Lamolina | Árbitro(s): Yael Falcón Pérez VAR: Nicolás Lamolina |
|                       |                            | Tiros desde el punto penal |                                              |                                                     |                                                     |
|                       | Lovera · Campaz · Malcorra |                            | E. Díaz · Palavecino · G. Martínez · Lanzini |                                                     |                                                     |

### Final
| 16 de diciembre, 21:00 | Platense | 0:1 (0:1) | Rosario Central | Estadio Único Madre de Ciudades, Santiago del Estero |                                                 |
|                        |          | Reporte   | Lovera 40'      | Árbitro(s): Nicolás Ramírez VAR: Mauro Vigliano      | Árbitro(s): Nicolás Ramírez VAR: Mauro Vigliano |

#### Ficha del partido
| 12         | Guardameta     | Ramiro Macagno     |     |
| 4          | Defensa        | Nicolás Morgantini |     |
| 13         | Defensa        | Ignacio Vázquez    |     |
| 6          | Defensa        | Gastón Suso        |     |
| 2          | Defensa        | Raúl Lozano        |     |
| 19         | Centrocampista | Facundo Russo      | 67' |
| 8          | Centrocampista | Franco Díaz        |     |
| 11         | Centrocampista | Nicolás Castro     | 74' |
| 10         | Centrocampista | Agustín Ocampo     |     |
| 77         | Delantero      | Ronaldo Martínez   | 66' |
| 7          | Delantero      | Mateo Pellegrino   | 50' |
| Entrenador | Entrenador     | Martín Palermo     |     |

| 1          | Guardameta     | Jorge Broun         |     |
| 4          | Defensa        | Damián Martínez     | 53' |
| 15         | Defensa        | Facundo Mallo       |     |
| 2          | Defensa        | Carlos Quintana     |     |
| 3          | Defensa        | Agustín Sández      | 81' |
| 45         | Centrocampista | Kevin Ortíz         |     |
| 30         | Centrocampista | Tomás O'Connor      | 81' |
| 11         | Centrocampista | Maximiliano Lovera  | 74' |
| 10         | Centrocampista | Ignacio Malcorra    |     |
| 13         | Centrocampista | Jaminton Campaz     |     |
| 29         | Delantero      | Luca Martínez Dupuy | 81' |
| Entrenador | Entrenador     | Miguel Ángel Russo  |     |

| 20 | Delantero      | Nicolás Servetto    | 50' |
| 14 | Centrocampista | Leonel Picco        | 66' |
| 43 | Delantero      | Maximiliano Zalazar | 67' |
| 32 | Centrocampista | Luciano Ferreyra    | 74' |

| 6  | Defensa        | Juan Cruz Komar  | 53' |
| 22 | Centrocampista | Lautaro Giaccone | 74' |
| 8  | Centrocampista | Agustín Toledo   | 81' |
| 24 | Delantero      | Octavio Bianchi  | 81' |
| 16 | Centrocampista | Alan Rodríguez   | 81' |

| Anotado | 40' | Maximiliano Lovera | 0-1 |

| Amonestado | 14'   | Ignacio Vázquez  |
| Amonestado | 44'   | Nicolás Castro   |
| Amonestado | 58'   | Ronaldo Martínez |
| Amonestado | 77'   | Gastón Suso      |
| Amonestado | 90+6' | Agustín Ocampo   |

| Amonestado | 19' | Maximiliano Lovera |

| Otorgado · Expulsado | 88' | Gastón Suso |

|  |

| Árbitro             | Nicolás Ramírez    |
| Árbitros asistentes | Juan Pablo Belatti |
| Árbitros asistentes | Sebastián Raineri  |
| Cuarto árbitro      | Rodrigo Rivero     |
| Quinto árbitro      | Federico Cano      |
| VAR                 | Mauro Vigliano     |
| Asistente del VAR   | Jorge Baliño       |

| 12         | Guardameta     | Ramiro Macagno     |     |
| 4          | Defensa        | Nicolás Morgantini |     |
| 13         | Defensa        | Ignacio Vázquez    |     |
| 6          | Defensa        | Gastón Suso        |     |
| 2          | Defensa        | Raúl Lozano        |     |
| 19         | Centrocampista | Facundo Russo      | 67' |
| 8          | Centrocampista | Franco Díaz        |     |
| 11         | Centrocampista | Nicolás Castro     | 74' |
| 10         | Centrocampista | Agustín Ocampo     |     |
| 77         | Delantero      | Ronaldo Martínez   | 66' |
| 7          | Delantero      | Mateo Pellegrino   | 50' |
| Entrenador | Entrenador     | Martín Palermo     |     |

| 1          | Guardameta     | Jorge Broun         |     |
| 4          | Defensa        | Damián Martínez     | 53' |
| 15         | Defensa        | Facundo Mallo       |     |
| 2          | Defensa        | Carlos Quintana     |     |
| 3          | Defensa        | Agustín Sández      | 81' |
| 45         | Centrocampista | Kevin Ortíz         |     |
| 30         | Centrocampista | Tomás O'Connor      | 81' |
| 11         | Centrocampista | Maximiliano Lovera  | 74' |
| 10         | Centrocampista | Ignacio Malcorra    |     |
| 13         | Centrocampista | Jaminton Campaz     |     |
| 29         | Delantero      | Luca Martínez Dupuy | 81' |
| Entrenador | Entrenador     | Miguel Ángel Russo  |     |

| 20 | Delantero      | Nicolás Servetto    | 50' |
| 14 | Centrocampista | Leonel Picco        | 66' |
| 43 | Delantero      | Maximiliano Zalazar | 67' |
| 32 | Centrocampista | Luciano Ferreyra    | 74' |

| 6  | Defensa        | Juan Cruz Komar  | 53' |
| 22 | Centrocampista | Lautaro Giaccone | 74' |
| 8  | Centrocampista | Agustín Toledo   | 81' |
| 24 | Delantero      | Octavio Bianchi  | 81' |
| 16 | Centrocampista | Alan Rodríguez   | 81' |

| Anotado | 40' | Maximiliano Lovera | 0-1 |

| Amonestado | 14'   | Ignacio Vázquez  |
| Amonestado | 44'   | Nicolás Castro   |
| Amonestado | 58'   | Ronaldo Martínez |
| Amonestado | 77'   | Gastón Suso      |
| Amonestado | 90+6' | Agustín Ocampo   |

| Amonestado | 19' | Maximiliano Lovera |

| Otorgado · Expulsado | 88' | Gastón Suso |

|  |

| Árbitro             | Nicolás Ramírez    |
| Árbitros asistentes | Juan Pablo Belatti |
| Árbitros asistentes | Sebastián Raineri  |
| Cuarto árbitro      | Rodrigo Rivero     |
| Quinto árbitro      | Federico Cano      |
| VAR                 | Mauro Vigliano     |
| Asistente del VAR   | Jorge Baliño       |

## Tabla de promedios
Incluyó las temporadas 2021, 2022 y 2023. Con la conclusión de la fase de zonas de este torneo, el equipo que ocupó la última  posición de la tabla de promedios descendió a la Primera Nacional. A este se agregó el último de la tabla anual acumulada de ambos torneos, completando dos descensos.
| Pos. | Equipo                  | Prom. | 2021 | 2022 | 2023 | Total | PJ  |
| ---- | ----------------------- | ----- | ---- | ---- | ---- | ----- | --- |
| 1.º  | River Plate             | 1,966 | 75   | 76   | 85   | 236   | 120 |
| 2.º  | Boca Juniors            | 1,700 | 63   | 79   | 62   | 204   | 120 |
| 3.º  | Racing Club             | 1,608 | 53   | 80   | 60   | 193   | 120 |
| 4.º  | Estudiantes (LP)        | 1,533 | 61   | 61   | 62   | 184   | 120 |
| 5.º  | Defensa y Justicia      | 1,516 | 59   | 65   | 58   | 182   | 120 |
| 6.º  | Talleres (C)            | 1,491 | 66   | 46   | 67   | 179   | 120 |
| 7.º  | Argentinos Juniors      | 1,433 | 51   | 67   | 54   | 172   | 120 |
| 8.º  | San Lorenzo             | 1,416 | 48   | 58   | 64   | 170   | 120 |
| 9.º  | Huracán                 | 1,391 | 51   | 65   | 51   | 167   | 120 |
| 10.º | Belgrano                | 1,390 | -    | -    | 57   | 57    | 41  |
| 11.º | Vélez Sarsfield         | 1,375 | 70   | 46   | 49   | 165   | 120 |
| 12.º | Gimnasia y Esgrima (LP) | 1,341 | 51   | 65   | 45   | 161   | 120 |
| 12.º | Rosario Central         | 1,341 | 50   | 46   | 65   | 161   | 120 |
| 12.º | Tigre                   | 1,341 | -    | 63   | 47   | 110   | 82  |
| 15.º | Godoy Cruz              | 1,333 | 46   | 51   | 63   | 160   | 120 |
| 15.º | Independiente           | 1,333 | 58   | 51   | 51   | 160   | 120 |
| 17.º | Newell's Old Boys       | 1,291 | 39   | 63   | 53   | 155   | 120 |
| 18.º | Colón                   | 1,283 | 64   | 45   | 45   | 154   | 120 |
| 19.º | Instituto               | 1,268 | -    | -    | 52   | 52    | 41  |
| 20.º | Atlético Tucumán        | 1,258 | 40   | 57   | 54   | 151   | 120 |
| 21.º | Barracas Central        | 1,243 | -    | 53   | 49   | 102   | 82  |
| 22.º | Banfield                | 1,241 | 47   | 49   | 53   | 149   | 120 |
| 22.º | Lanús                   | 1,241 | 56   | 36   | 57   | 149   | 120 |
| 24.° | Unión                   | 1,233 | 53   | 49   | 46   | 148   | 120 |
| 25.º | Platense                | 1,175 | 45   | 42   | 54   | 141   | 120 |
| 26.º | Central Córdoba (SdE)   | 1,166 | 43   | 49   | 48   | 140   | 120 |
| 27.º | Sarmiento (J)           | 1,125 | 36   | 53   | 46   | 135   | 120 |
| 28.º | Arsenal                 | 0,958 | 33   | 47   | 35   | 115   | 120 |

|  | Descendió a la Primera Nacional. |

## Tabla general de la temporada 2023
Se confeccionó con la sumatoria de puntos de los dos torneos de la temporada 2023: la Liga Profesional 2023 y la fase de zonas de esta competición. Se utilizó para la clasificación a las copas Libertadores y Sudamericana de 2024, la Supercopa Internacional 2023, y para determinar uno de los dos descensos.
| Pos. | Equipo                  | Pts. | PJ | PG | PE | PP | GF | GC | Dif. |
| ---- | ----------------------- | ---- | -- | -- | -- | -- | -- | -- | ---- |
| 1.º  | River Plate             | 85   | 41 | 26 | 7  | 8  | 74 | 36 | 38   |
| 2.º  | Talleres (C)            | 67   | 41 | 18 | 13 | 10 | 57 | 38 | 19   |
| 3.º  | Rosario Central         | 65   | 41 | 16 | 17 | 8  | 53 | 42 | 11   |
| 4.º  | San Lorenzo             | 64   | 41 | 15 | 19 | 7  | 34 | 24 | 10   |
| 5.º  | Godoy Cruz              | 63   | 41 | 16 | 15 | 10 | 51 | 41 | 10   |
| 6.º  | Boca Juniors            | 62   | 41 | 18 | 8  | 15 | 50 | 40 | 10   |
| 7.º  | Estudiantes (LP)        | 62   | 41 | 16 | 14 | 11 | 46 | 37 | 9    |
| 8.º  | Racing Club             | 60   | 41 | 15 | 15 | 11 | 58 | 51 | 7    |
| 9.º  | Defensa y Justicia      | 58   | 41 | 15 | 13 | 13 | 48 | 39 | 9    |
| 10.º | Lanús                   | 57   | 41 | 14 | 15 | 12 | 47 | 41 | 6    |
| 11.º | Belgrano                | 57   | 41 | 15 | 12 | 14 | 40 | 44 | −4   |
| 12.º | Argentinos Juniors      | 54   | 41 | 14 | 12 | 15 | 50 | 45 | 5    |
| 13.º | Atlético Tucumán        | 54   | 41 | 13 | 15 | 13 | 34 | 39 | −5   |
| 14.º | Platense                | 54   | 41 | 14 | 12 | 15 | 39 | 45 | −6   |
| 15.º | Newell's Old Boys       | 53   | 41 | 13 | 14 | 14 | 38 | 34 | 4    |
| 16.º | Banfield                | 53   | 41 | 13 | 14 | 14 | 32 | 38 | −6   |
| 17.º | Instituto               | 52   | 41 | 12 | 16 | 13 | 35 | 42 | −7   |
| 18.º | Huracán                 | 51   | 41 | 14 | 9  | 18 | 37 | 40 | −3   |
| 19.º | Independiente           | 51   | 41 | 12 | 15 | 14 | 38 | 43 | −5   |
| 20.º | Vélez Sarsfield         | 49   | 41 | 11 | 16 | 14 | 41 | 41 | 0    |
| 21.º | Barracas Central        | 49   | 41 | 11 | 16 | 14 | 35 | 51 | −16  |
| 22.º | Central Córdoba (SdE)   | 48   | 41 | 12 | 12 | 17 | 31 | 44 | −13  |
| 23.º | Tigre                   | 47   | 41 | 12 | 11 | 18 | 35 | 42 | −7   |
| 24.º | Sarmiento (J)           | 46   | 41 | 10 | 16 | 15 | 31 | 34 | −3   |
| 25.º | Unión                   | 46   | 41 | 9  | 19 | 13 | 29 | 38 | −9   |
| 26.º | Gimnasia y Esgrima (LP) | 45   | 41 | 11 | 12 | 18 | 37 | 59 | −22  |
| 27.º | Colón                   | 45   | 41 | 10 | 15 | 16 | 39 | 50 | −11  |
| 28.º | Arsenal                 | 35   | 41 | 9  | 8  | 24 | 28 | 49 | −21  |

|  | Clasificado a la Copa Libertadores 2024 y a la Supercopa Internacional 2023. |
|  | Clasificados a la Copa Libertadores 2024.                                    |
|  | Clasificados a la Copa Sudamericana 2024.                                    |
|  | Descendió a la Primera Nacional.                                             |

| 1. 2. 3. 4. |

### Desempate del vigésimo sexto puesto
Al haber quedado igualados en puntos, Colón y Gimnasia y Esgrima (LP) disputaron un partido desempate en sede neutral. El perdedor descendió a la Primera Nacional.

#### Partido
| 1 de diciembre, 17:00                  | Gimnasia y Esgrima (LP) | 1:0 (1:0) | Colón | Estadio Marcelo Bielsa, Rosario             |                                             |
|                                        | Colazo 41'              | Reporte   |       | Árbitro(s): Andrés Merlos VAR: Jorge Baliño | Árbitro(s): Andrés Merlos VAR: Jorge Baliño |
| Colón descendió a la Primera Nacional. |                         |           |       |                                             |                                             |

## Clasificados a las competencias internacionales

### Copa Libertadores
Argentina tuvo seis cupos en la Copa Libertadores 2024, cinco de ellos en la fase de grupos y el sexto en la fase 2:
- Argentina 1: River Plate, campeón de la Liga Profesional 2023.
- Argentina 2: Rosario Central, campeón de este torneo.
- Argentina 3: Estudiantes (LP), campeón de la Copa Argentina 2023.
- Argentina 4: Talleres (C), el primer ubicado en la tabla general de la temporada 2023, excluidos los clasificados como campeones.
- Argentina 5: San Lorenzo, el segundo ubicado.
- Argentina 6: Godoy Cruz, el tercer ubicado.

### Copa Sudamericana
Los seis cupos asignados en la Copa Sudamericana 2024 fueron:
- Argentina 1: Boca Juniors, el primer ubicado en la tabla general de la temporada 2023, luego de los clasificados a la Copa Libertadores 2024.
- Argentina 2: Racing Club, el segundo ubicado.
- Argentina 3: Defensa y Justicia, el tercer ubicado.
- Argentina 4: Lanús, el cuarto ubicado.
- Argentina 5: Belgrano, el quinto ubicado.
- Argentina 6: Argentinos Juniors, el sexto ubicado.

## Goleadores
| Jugador          | Equipo             | Goles | Jugada | Cabeza | T. libre | Penal | PJ |
| ---------------- | ------------------ | ----- | ------ | ------ | -------- | ----- | -- |
| Lucas Passerini  | Belgrano           | 10    | 7      | 2      | 0        | 1     | 15 |
| Luciano Gondou   | Argentinos Juniors | 9     | 7      | 2      | 0        | 0     | 14 |
| Miguel Merentiel | Boca Juniors       | 7     | 5      | 0      | 0        | 2     | 8  |
| Adam Bareiro     | San Lorenzo        | 7     | 1      | 4      | 0        | 2     | 12 |
| Santiago Castro  | Vélez Sarsfield    | 6     | 3      | 3      | 0        | 0     | 14 |
| Salomón Rondón   | River Plate        | 6     | 4      | 2      | 0        | 0     | 14 |

## Entrenadores
| Listado de entrenadores                                            | Listado de entrenadores                                  | Listado de entrenadores |
| Equipo                                                             | Entrenador                                               | Fechas                  |
| ------------------------------------------------------------------ | -------------------------------------------------------- | ----------------------- |
| Argentinos Juniors                                                 | Gabriel Milito                                           | 1.ª y 2.ª               |
| Argentinos Juniors                                                 | Cristian Zermatten (interino)                            | 3.ª                     |
| Argentinos Juniors                                                 | Pablo Guede                                              | 4.ª a 14.ª              |
| Arsenal                                                            | Federico Vilar                                           | 1.ª a 4.ª               |
| Arsenal                                                            | Darío Espínola (interino)                                | 5.ª a 14.ª              |
| Atlético Tucumán                                                   | Sergio Gómez Favio Orsi                                  | 1.ª a 14.ª              |
| Banfield                                                           | Julio César Falcioni                                     | 1.ª a cuartos de final  |
| Barracas Central                                                   | Sergio Rondina                                           | 1.ª a 14.ª              |
| Belgrano                                                           | Guillermo Farré                                          | 1.ª a cuartos de final  |
| Boca Juniors                                                       | Jorge Almirón                                            | 1.ª a 11.ª              |
| Boca Juniors                                                       | Mariano Herrón (interino)                                | 12.ª a 14.ª             |
| Central Córdoba (SdE)                                              | Omar De Felippe                                          | 1.ª a 14.ª              |
| Colón                                                              | Néstor Gorosito                                          | 1.ª a 10.ª              |
| Colón                                                              | Israel Damonte                                           | 11.ª a 14.ª             |
| Defensa y Justicia                                                 | Julio Vaccari                                            | 1.ª a 14.ª              |
| Estudiantes (LP)                                                   | Eduardo Domínguez                                        | 1.ª a 14.ª              |
| Gimnasia y Esgrima (LP)                                            | Sebastián Romero                                         | 1.ª a 3.ª               |
| Gimnasia y Esgrima (LP)                                            | Leonardo Madelón                                         | 4.ª a 14.ª              |
| Godoy Cruz                                                         | Daniel Oldrá                                             | 1.ª a semifinales       |
| Huracán                                                            | Diego Martínez                                           | 1.ª a cuartos de final  |
| Independiente                                                      | Ricardo Zielinski                                        | 1.ª                     |
| Independiente                                                      | Carlos Tévez                                             | 2.ª a 14.ª              |
| Instituto                                                          | Diego Dabove                                             | 1.ª a 14.ª              |
| Lanús                                                              | Frank Darío Kudelka                                      | 1.ª a 3.ª               |
| Lanús                                                              | Sebastián Salomón (interino)                             | 4.ª a 8.ª               |
| Lanús                                                              | Ricardo Zielinski                                        | 9.ª a 14.ª              |
| Newell's Old Boys                                                  | Gabriel Heinze                                           | 1.ª a 14.ª              |
| Platense                                                           | Martín Palermo                                           | 1.ª a final             |
| Racing Club                                                        | Fernando Gago                                            | 1.ª a 7.ª               |
| Racing Club                                                        | Sebastián Grazzini (interino) Ezequiel Videla (interino) | 8.ª a cuartos de final  |
| River Plate                                                        | Martín Demichelis                                        | 1.ª a semifinales       |
| Rosario Central                                                    | Miguel Ángel Russo                                       | 1.ª a final             |
| San Lorenzo                                                        | Rubén Darío Insúa                                        | 1.ª a 14.ª              |
| Sarmiento (J)                                                      | Pablo Lavallén                                           | 1.ª a 10.ª              |
| Sarmiento (J)                                                      | Facundo Sava                                             | 11.ª a 14.ª             |
| Talleres (C)                                                       | Javier Gandolfi                                          | 1.ª a 14.ª              |
| Tigre                                                              | Juan Manuel Sara                                         | 1.ª y 2.ª               |
| Tigre                                                              | Lucas Pusineri                                           | 3.ª a 14.ª              |
| Unión                                                              | Cristian González                                        | 1.ª a 14.ª              |
| Vélez Sarsfield                                                    | Sebastián Méndez                                         | 1.ª a 14.ª              |
| 1. 2. 3. 4. 5. 6. 7. 8. 9. 10. 11. 12. 13. 14. 15. 16. 17. 18. 19. |                                                          |                         |